# Hugo Kronecker
Hugo Kronecker (Legnica, 27 gennaio 1839 – Bad Nauheim, 6 giugno 1914) è stato un fisiologo tedesco.

## Biografia
Studiò medicina a Berlino, Heidelberg e Pisa e conseguì la laurea magistrale a Berlino. Dal 1868 lavorò presso l'Istituto Fisiologico di Lipsia (in seguito conosciuto come Carl Ludwig Institute of Physiology, dove vi era anche Carl Ludwig). Nel 1872 ottenne la sua abilitazione, con una tesi riguardante l'affaticamento quando teniamo sottosforzo i muscoli scheletrici.
Nel 1878 si trasferì a Berlino per diventare direttore del reparto fisiologico. Nel 1885 fu nominato direttore del reparto di fisiologia presso l'Università di Berna, in Svizzera. Lì stabilì un nuovo Istituto di fisiologia.
Kronecker ricevette il dottorato onorario in legge (LLD) dall'Università di Glasgow nel giugno 1901.
Hugo Kronecker e il suo allievo Samuel James Meltzer sono stati i primi a studiare (nel 1883) la manometria esofagea negli esseri umani.